# Révolté (film)
Pour les articles homonymes, voir Révolte (homonymie).
Pour plus de détails, voir Fiche technique et Distribution.
Révolté est un film canadien réalisé par Noël Mitrani et dont la sortie est prévue en 2025. Le film raconte le conflit entre deux jeunes frères.

## Synopsis
Deux jeunes frères s’opposent sur la culpabilité ou l'innocence de leur père, emprisonné pour le meurtre de leur mère... jusqu’à ce qu’un secret bien gardé vienne tout remettre en question.

## Fiche technique
Sauf indication contraire, les informations mentionnées dans cette section peuvent être confirmées par la base de données cinématographiques IMDb,  présente dans la section « Liens externes ».
- Titre original : Révolté
- Titre en anglais : Built From Rage
- Réalisation : Noël Mitrani
- Scénario : Noël Mitrani
- Musique : Benjamin Mitrani
- Décors : Noël Mitrani
- Costumes : Martina Adamcova
- Photographie : Vincent Cadoret
- Ingénieur du son : Alicia Latour
- Montage : Marianne Morin
- Production : Martina Adamcova, Noël Mitrani
- Sociétés de production : Marcova Productions
- Sociétés de distribution :
- Budget :
- Pays de production :  Canada
- Langue originale : français
- Format : couleur - ratio 2,35 : 1 CinémaScope
- Caméra : Black Magic 4K
- Genre : drame
- Dates de sortie[2] : Dates sujettes à modification

## Distribution
- Camile Foley : Édouard
- Elliott Mitrani : Samuel
- Émilie Massé : Noémie, la tante
- Natacha Mitrani : Lou
- Pierre-Luc Brillant : le père
- Veronika Leclerc Strickland : La mère
- Mélanie Elliott : la mère de Lou
- Guewen Saulnier : le psychologue
- Marie Bélanger : l'amie de Lou
- Manouk Messier : l'ami de Lou

## Production
Révolté a été tourné à Montréal du 27 juin au 16 juillet 2024. 

## Distinctions
- Meilleur acteur pour Elliott Mitrani, Montreal Independent Film Festival 2025[3].